# Felix Hupka
Felix Hupka (21. Juni 1896 in Wien – 11. August 1966 in Amsterdam) war ein österreichischer Pianist, Dirigent, Komponist und Musikpädagoge.

## Leben und Wirken
Felix Hupka wurde als Sohn des ungarisch-jüdischen Pianisten Sigmund Hupka (1851–1899) geboren. Er erhielt von 1905 bis 1911 bei Leon Erdstein Klavierunterricht sowie Unterricht in Harmonielehre und Kontrapunkt, ab 1911 setzte er seine Studien bei Eugen d’Albert und ab 1912 bis 1921 bei Heinrich Schenker fort.
Bereits ab 1910 trat Hupka als Konzertpianist auf. Ab 1922 war er als Korrepetitor und Dirigent an deutschen Opernbühnen verpflichtet – zuerst in Frankfurt am Main, wo er den Dirigenten Eugen Szenkar kennen lernte. Als Szenkar 1923 als Generalmusikdirektor an die Große Volksoper in Berlin und als er 1924 als Generalmusikdirektor an der Kölner Oper verpflichtet wurde, folgte ihm jeweils Hupka als Assistent und Solo-Korrepetitor mit Dirigierverpflichtung. Von 1930 bis 1933 war er in Paris engagiert. Laut Pariser Tageszeitung errang er 1937 als Dirigent in Holland einen großen Erfolg.
Im Jahr 1937 emigrierte Hupka in die Niederlande, wo er am Amsterdamer Konservatorium unterrichtete. Zu seinen bekannteren Schülern zählen die Sopranistin Els Bolkestein, die Baritone Hans Riediker, Henk Smit und Hans Wilbrink sowie der Dirigent Bernard Haitink und die Dirigentin und Komponistin Tera de Marez Oyens. Von seinen Kompositionen sind nur zwei bekannt: Dans Mon Coeur (le Menuet) und Quand Tu Danses (La Valse).
Hupka war mit Betsy Marianne Barth (1908–2004) verheiratet, die als Deutsch-Lehrerin an einer Montessori-Schule unterrichtete. Er wurde auf dem Friedhof Zorgvlied in Amsterdam beerdigt.